# Принцип непрерывности
Принцип непрерывности (или закон непрерывности) — эвристический научно-философский принцип, используемый в естествознании — в математике, физике, биологии и других науках. Вкратце этот принцип можно свести к двум правилам:
1. Все изменения в природе происходят непрерывно, без скачков («Natura non facit saltus[англ.]»).
2. Всякое изменение требует ненулевого периода времени.

Первым эти принципы ясно выразил Лейбниц (1676 год и далее), который добавил к ним несколько других, которые также связывал с принципом непрерывности:
1. бесконечную делимость физических величин;
2. принцип неразличимости — в природе нет двух совершенно тождественных вещей.

## История
Истоки этого принципа в философии могут быть найдены в отрывках Гераклита, который уподоблял движение времени реке с постоянно сменяющими друг друга водами. В несколько более развитой формулировке: «всё, что верно для конечного, верно и для бесконечного», этот принцип сформулировали Николай Кузанский и Иоганн Кеплер. В такой формулировке, с современной точки зрения, этот закон ошибочен — например, утверждение «целое больше части» верно для конечных множеств и неверно для бесконечных, если мерой величины множества принять его мощность («парадокс Галилея»). Кеплер использовал закон непрерывности, чтобы вычислить площадь круга; для этого он представил круг как многоугольник с бесконечным числом сторон бесконечно малой длины.
В новое время этот принцип разрабатывался Лейбницем, который считал данный принцип универсальным, выполняющимся в математике, физике и метафизике. Характерные формулировки Лейбница:

Я полагаю, что нет ни одной части материи, которая была бы — не скажу, только неделимой, но даже не разделённой актуально и, следовательно, любая мельчайшая частица материи должна рассматриваться как мир, наполненный бесчисленным количеством разнообразных созданий.
Ничто не происходит сразу, и одно из моих основных и достоверных положений – это то, что природа никогда не делает скачков… Значение этого закона в физике очень велико: в силу этого закона всякий переход от малого к большому и наоборот совершается через промежуточные величины.

## В математике
Лейбниц использовал данный принцип для обоснования возможности арифметических операций с бесконечно малыми величинами и надеялся с его помощью обосновать математический анализ..
Гаспар Монж в монографии «Начертательная геометрия» (1799) дал свою формулировку:

Всякое свойство фигуры, выражающее отношения положения и оправдывающееся в бесчисленном множестве непрерывно связанных между собой случаев, может быть распространено на все фигуры одного и того же рода, хотя бы оно допускало доказательство только при предположении, что построения, осуществимые не иначе как в известных пределах, могут быть произведены на самом деле. Такое свойство имеет место даже в тех случаях, когда вследствие полного исчезновения некоторых необходимых для доказательства промежуточных величин предполагаемые построения не могут быть произведены в действительности. 

Близкий по идее закон непрерывности, касающийся чисел пересечения в геометрии, был развит Жаном-Виктором Понселе в его «Трактате о проективных свойствах фигур» (Traité des propriétés projectives des figure).
Принцип непрерывности Кантора, называемый также «леммой о вложенных отрезках», доказывает (или постулирует) непрерывность множества действительных чисел.
В комплексном анализе имеют место теоремы об аналитическом продолжении. Рассмотрим две непересекающиеся области {\displaystyle G_{1}} и {\displaystyle G_{2}} и аналитические в этих областях функции {\displaystyle f_{1}} и {\displaystyle f_{2}}. Далее, пусть {\displaystyle \Gamma \subset \partial G_{1}\cap \partial G_{2}} — некоторая жорданова кривая, обладающая тем свойством, что {\displaystyle f_{1}} и {\displaystyle f_{2}} непрерывно продолжаются на неё и на {\displaystyle \Gamma } выполняется {\displaystyle f_{1}\equiv f_{2}}. Тогда функция {\displaystyle F}, определяемая следующим соотношением
{\displaystyle F(z)=\left\{{\begin{matrix}f_{1}(z)&z\in G_{1}\\f_{2}(z)&z\in G_{2}\\f_{1}(z)=f_{2}(z)\quad &z\in \Gamma \end{matrix}}\right.}
будет аналитической в {\displaystyle G_{1}\cup \Gamma \cup G_{2}}.
Принцип переноса обеспечивает математическую реализацию закона непрерывности в системе гипервещественных чисел.

## В физике
Принцип непрерывности в физико-химическом анализе утверждает, что если в системе не образуются новые фазы или не исчезают существующие, то при непрерывном изменении параметров системы свойства отдельных фаз и свойства системы в целом изменяются непрерывно.
Принцип непрерывности в теории катушек индуктивности: запас энергии магнитного поля в катушке, и ток индуктивности не могут изменяться скачком (см. переходные процессы в электрических цепях и потокосцепление).

## В других науках
В геотектонике принцип непрерывности осадочных слоёв утверждает, что осадочный слой изначально имеет непрерывное распространение, и лишь позднее может быть расчленён под воздействием различных геологических сил.
«Между растениями и животными, между минералами и растениями существуют промежуточные формы, которые науке ещё предстоит открыть: в лестнице природных существ нет пропущенных ступеней». Шотландский теолог и натуралист Генри Друммонд в своём трактате «Естественный закон в духовном мире» (Natural law in the spiritual world), переведённом на большинство языков мира, доказывал, что научный принцип непрерывности простирается от физического мира в духовный.